# Rhyacia lhassen
Rhyacia lhassen är en fjärilsart som beskrevs av Le Cerf 1932. Rhyacia lhassen ingår i släktet Rhyacia och familjen nattflyn. Inga underarter finns listade.